# المكسور (بكيل المير)

تعديل مصدري - تعديل

المكسور هي إحدى قرى عزلة فاس بمديرية بكيل المير التابعة لمحافظة حجة، بلغ تعداد سكانها 117 نسمة حسب تعداد اليمن لعام 2004.